# Tanworth-in-Arden
Tanworth-in-Arden är en by och en civil parish i distriktet Stratford-on-Avon i Warwickshire i England. Orten har 3 104 invånare (2011).